# Lijst van afleveringen van Mr. Bean
Dit artikel geeft een overzicht van de afleveringen van Mr. Bean. Het betreft hier de afleveringen, die werden uitgezonden van 1 januari 1990 tot en met 15 november 1995. Iedere aflevering bestaat uit drie tot vijf korte sketches, van gemiddeld ongeveer twee tot tien minuten.

## Afleveringen

### Mr. Bean
Mr. Bean is laat voor zijn wiskunde-examen en haast zich ernaartoe. Hij spendeert de twee uur van het examen met het bedenken van allerlei manieren om van zijn buurman te kunnen afkijken. Nadat zijn examen is gelukt gaat hij zwemmen. Hij wil zijn zwembroek aantrekken maar denkt dat een man naar hem blijft staren (deze blijkt later blind te zijn). De volgende morgen gaat hij naar de kerk en dat brengt een hoop problemen met zich mee: hij kent de tekst van de gezongen hymnes niet, valt in slaap en probeert geruisloos de wikkel van een snoepje te halen.

### The Return of Mr. Bean
Mr. Bean ziet een saxofonist op straat en wil wat geld geven. Wanneer hij zich realiseert dat hij geen geld bij zich geeft, legt hij een witte zakdoek op de grond en begint een dansje uit te voeren om geld op te halen om dit vervolgens weer aan de saxofonist te kunnen geven. Daarna wil hij zijn nieuwe creditcard testen in de winkel. Eenmaal bij de kassa neemt een andere man zijn pinpas mee. Als de man naar het toilet gaat, ziet deze uiteindelijk Mr. Bean. Voor zijn verjaardag trakteert hij zichzelf in een exquis restaurant. Daar bestelt hij een steak tartaar en verwacht biefstuk maar krijgt hij een steak filet americain. Dat lust Mr. Bean niet. Later die avond wacht hij in de bioscoop op Elizabeth II. Als ze bij hem komt, maakt Mr. Bean een buiging, waardoor hij haar per ongeluk een kopstoot geeft.

### The Curse of Mr. Bean
Mr. Bean gaat naar het zwembad. Hij wil er de superhoge duikplank uitproberen, maar net als hij aan de rand van de duikplank komt, krijgt hij last van zijn hoogtevrees. Na het zwembad vindt Mr. Bean de prijs van de parkeergarage aan het zwembad (£ 16,00) veel te hoog en besluit zonder te betalen de parkeergarage te verlaten. Hij eet zijn lunch in het park, bereidt dit ter plekke op geheel eigen wijze waarbij de man naast hem (vertolkt door Angus Deayton), het schouwspel aan zit te kijken. Daarna gaat hij met zijn vriendin (vertolkt door Matilda Ziegler) naar een horrorfilm (A Nightmare on Elm Street). Mr. Bean probeert iedereen bang te maken, door enge geluiden te maken en met een speelgoedmes in het rond te zwaaien. Maar de film begint en deze is enger dan Mr. Bean verwacht had. Hij probeert op alle mogelijke manieren om niet naar de film te hoeven kijken.

### Mr. Bean Goes to Town
Mr. Bean heeft zijn eerste televisie gekocht, maar ondervindt nogal wat ontvangstproblemen. Met een ander nieuw speeltje, een polaroidcamera, trekt hij naar het park waar zijn camera wordt gestolen, maar Mr. Bean weet de dader te herkennen in het politiebureau. Daarna volgt nog een avondje uit in Nachtclub Foetsie en de disco, waar hij zijn indrukwekkende danstalent demonstreert en zijn Irma hem verlaat voor een ander.

### The Trouble with Mr. Bean
Mr. Bean verslaapt zich, maar met wat puik stuurwerk raakt hij nog tijdig bij de tandarts (vertolkt door Richard Wilson). De tandarts wenst echter dat hij helemaal niet was opgedaagd. Mr. Bean brengt de namiddag in het park door, waar hij zijn picknick moet delen met een ongewenste gast.

### Mr. Bean Rides Again
Mr. Bean schiet een man te hulp die een hartaanval krijgt, maar het resultaat is rampzalig. Zijn pogingen om een brief te posten mislukken jammerlijk, maar na verschillende tegenslagen vertrekt hij, gelukkig en wel met het vliegtuig op vakantie.

### Merry Christmas, Mr. Bean
De kerstdagen zijn weer in het land en een dolenthousiaste Mr. Bean richt uiteraard zijn gebruikelijke chaos aan. Het bereiden van de kalkoen draait uit op een regelrechte farce en zijn vriendin, Irma, kijkt uit naar een heel speciaal kerstgeschenk.

### Mr. Bean in Room 426
Mr. Bean verrast zichzelf op een weekendje in een hotel. Helaas komt hij tot de vaststelling dat het de kamer aan enkele elementaire voorzieningen ontbreekt. Een varkentje dat hij uiteraard op zijn ingenieuze manier weet te wassen. Tot plots blijkt dat hij zichzelf naakt heeft buitengesloten.

### Do-It-Yourself, Mr. Bean
Oudejaarsavond in huize Bean en daar hoort uiteraard een gezellig etentje bij. Bean heeft zijn vrienden Rupert en Hubert uitgenodigd, maar waar zijn de hapjes? De dag daarna is het koopjesdag en Bean doet enthousiast mee aan de bestorming van de supermarkt. Later besluit Bean zijn appartement wat op te knappen. Met alle gevolgen van dien.

### Mind the Baby, Mr. Bean
Mr. Bean is dolblij dat hij eindelijk op de kermis belandt, maar voor hij het goed en wel beseft, moet hij plots voor een baby zorgen. Hoe kan hij erop toezien dat de baby niets overkomt zonder dat zijn eigen kermisplezier daarbij in het gedrang komt?

### Back to School, Mr. Bean
Mr. Bean gaat naar een open dag van zijn oude school, waar ook een legeroefening is. Op de parkeerplaats ruilt hij zijn auto om met een auto die een sterke gelijkenis vertoont met zijn bolide, niet wetende dat die auto later geplet moest worden. Op school richt hij een ravage aan en wanneer hij buiten is, is hij getuige van een tank die over zijn auto rijdt.

### Tee Off, Mr. Bean
Mr. Bean heeft zich op het midgetgolf gestort. Dat loopt enigszins uit de hand en Bean slaat zijn balletje heel de stad rond in zijn pogingen om die ene hole te vinden. Mr. Bean gaat naar de wasserette, samen met een specialist in vechtsporten.

### Goodnight, Mr. Bean
In de wachtkamer van het ziekenhuis loopt Mr. Bean tegen de muren op. In Windsor Castle beleeft hij dan weer dolle pret met een paleiswacht van hare majesteit. Later krijgt hij last van slapeloosheid, maar dat inspireert hem tot een van zijn allerbeste dierenimitaties.

### Hair by Mr. Bean of London
Mr. Bean gaat naar de kapper. Hij vermaakt zichzelf op het dorpsfeest, waar Teddy een prijs wint. Op het treinstation ontdekt hij dat zijn kaartje verdwenen is, en probeert hij de grens over te komen in een postzak, maar die wordt meegenomen naar Moskou.

## Overige afleveringen

### The Library
Mr. Bean bezoekt een zeldzame boekenbibliotheek, waar hij een zeldzaam boek leest dat met handschoenen moet worden behandeld. Hij tekent er per ongeluk in waarna hij alles probeert te verwijderen, waarbij het boek hoognodig wordt hersteld volgens de Bean-methode. (vergelijkbare situatie als in Bean: The Ultimate Disaster Movie.)

### The Bus Stop
Mr. Bean wacht bij een bushalte achter een man. Wanneer de bus arriveert, gaat de man naar binnen, maar de chauffeur laat Mr. Bean achter. Vastbesloten om de eerste in de rij te zijn probeert hij van alles te doen om voor te dringen.

### Comic Relief
- Mr. Bean's Red Nose Day (1991)
- Blind date (1993)
- Torvill and Bean (1995)
- Mr. Bean's Wedding (2007)
- Funeral (2015)